# وندا کاپودالیو
وندا کاپودالیو (ایتالیایی: Wanda Capodaglio؛ ‏ ۱ ژانویهٔ ۱۸۸۹ – ۳۰ اوت ۱۹۸۰) یک هنرپیشه اهل ایتالیا بود. 
از فیلم‌هایی که وی در آن نقش داشته است، می‌توان به احساس مالکیت، رستاخیز و شهبانوی ناوارا اشاره کرد.